# Sami Lepistö
Sami Lepistö (* 17. října 1984 Espoo) je bývalý finský hokejový obránce.

## Hráčská kariéra
S hokejem začínal v týmu Jokerit, kde také debutoval ve švédské nejvyšší lize v sezoně 2003/04. V týmu odehrál 4 sezony (2003/07) se kterým 2krát skončil na druhém místě (2004/05 a 2006/07). Během tohoto období byl draftován v roce 2004 ve 3. kole, celkově 66. týmem Washington Capitals. 31. května 2007 podepsal smlouvu na dva rok s týmem Capitals, který si ho vybral v draftu. Sezónu 2007/08 začal na farmě v Hershey Bears, kde odehrál většinu zápasu v sezóně. 16. února byl povolán do týmu Washington Capitals, jenž debutoval v NHL proti týmu Tampa Bay Lightning, v zápase odehrál 14:16 a jeho tým vyhrál 3:2. Poté odehrál další dva zápasy za Capitals, které oba dva zápasy prohráli. Hned na to byl zpátky přesunut na farmu, kde hrával do 14. března, kdy byl povolán zpátky do týmu Capitals se kterým odehrál poslední 4 zápasy v sezóně NHL a poté byl poslán zpět na farmu, kde dohrál sezónu. Sezónu 2008/09 odehrál opět převážně na farmě v Hershey Bears kde odehrál 70 zápasů a ve Washingtonu opět 7 zápasů ve kterých nasbíral 4 asistence.
27.  června 2009 byl vyměněn do týmu Phoenix Coyotes za páté kolo draftu v roce 2010. V Phoenixu odehrál celou sezónu 2009/10, kde odehrál 66 zápasů ve kterých nasbíral 11 bodů a vstřelil svůj první gól v NHL. S týmem si poprvé zahrál playoff ale vypadli hned v čtvrtfinálové konferenci proti týmu Detroit Red Wings 3:4 na zápasy. V následující sezóně odehrál 51 zápasu ve Phoenixu chyběl jenom ve dvou zápasů a 28. února 2011 byl společně s Scottiem Upshallem vyměněn do týmu Columbus Blue Jackets za Rostislava Kleslu a Daneho Byerse. V Columbusu dohrál sezónu a za tým odehrál 19 zápasů. Klub mu však nenabídlo smlouvu a 1. července 2011 se stal volný hráč. 15. července 2011 podepsal jednoletou smlouvu s týmem Chicago Blackhawks, ve které si vydělá 750 000 dolarů. Za Blackhawks však odehrál pouhých 26 zápasů v základní části a z playoff přidal tři zápasy.
Po letecké havárii v Jaroslavli se klub Lokomotiv Jaroslavl obnovilo činnost a opět přihlásil do soutěže, 4. června 2012 se dohodl s klubem na jednoleté smlouvě. 12. ledna 2013 podepsal smlouvu s HC Lev Praha.
Po angažmá ve Lvu Praha nadále hrál v KHL, dva roky působil v týmu Avtomobilist Jekatěrinburg, během této doby za klub absolvoval více než 120 zápasů KHL. V květnu 2015 změnil působiště v KHL, dohodl se na smlouvě s klubem Salavat Julajev Ufa, kde působil do léta 2017. Po deseti letech se vrátil zpátky do svého mateřského týmu Jokerit. Lepistö tam strávil celkem čtyři sezóny, po sezóně 2020/21 nebyla 36letému hráči prodloužena smlouva. V říjnu 2021 podepsal smlouvu se švédským klubem Luleå HF ze Svenska hockeyligan, se kterým oslavil celkové druhé místo, v playoff se stal nejlepším nahrávačem a nejproduktivnějším obráncem. Pro sezónu 2022/23 se Lepistö přesunul do SCL Tigers ve švýcarské nejvyšší lize, kde strávil jednu sezónu. V červnu 2023 oznámil HIFK Hockey podpis obránce Samiho Lepistö. Nicméně poté, co byla Lepistöovi během lekařské prohlídky v červenci 2023 diagnostikována srdeční choroba, oznámil ve věku 38 let okamžitý konec své aktivní hráčské kariéry.

## Ocenění a úspěchy
- 2004 MSJ - All-Star Tým
- 2004 MSJ - Nejlepší obránce
- 2004 MSJ - Nejlepší střelec mezi obránci
- 2004 MSJ - Nejproduktivnější obránce
- 2005 SM-l - Nejlepší nahrávač mezi obránci v playoff
- 2005 SM-l - Nejproduktivnější obránce v playoff
- 2013 MS - Top tří hráčů v týmu
- 2016 KHL - Nejlepší střelec mezi obránci v playoff
- 2016 KHL - Nejproduktivnější obránce v playoff
- 2017 KHL - Utkání hvězd
- 2018 KHL - Utkání hvězd
- 2019 KHL - Utkání hvězd (nominován ale nenastoupil)
- 2022 SHL - Nejlepší nahrávač v playoff
- 2022 SHL - Nejproduktivnější obránce v playoff

## Prvenství

### NHL
- Debut - 16. února 2008 (Tampa Bay Lightning proti Washington Capitals)
- První asistence - 14. března 2008 (Washington Capitals proti Atlanta Thrashers)
- První gól - 30. ledna 2010 (Phoenix Coyotes proti New York Rangers, kanadskému brankáři Chad Johnson)

### KHL
- Debut - 6. září 2012 (HK Sibir Novosibirsk proti Lokomotiv Jaroslavl)
- První asistence - 6. září 2012 (HK Sibir Novosibirsk proti Lokomotiv Jaroslavl)
- První gól - 10. září 2013 (Avtomobilist Jekatěrinburg proti Atlant Mytišči, ruskému brankáři Sergej Borisov)

## Klubová statistika
| Sezóna       | Klub                       | Soutěž       |     | Základní část | Základní část | Základní část | Základní část | Základní část |   | Play off | Play off | Play off | Play off | Play off |
| Sezóna       | Klub                       | Soutěž       | Z   | G             | A             | B             | TM            | Z             | G | A        | B        | TM       |          |          |
| 2003/2004    | Jokerit                    | SM-l         | 53  | 3             | 4             | 7             | 20            | 8             | 0 | 1        | 1        | 4        |          |          |
| 2004/2005    | Jokerit                    | SM-l         | 55  | 7             | 18            | 25            | 44            | 12            | 1 | 7        | 8        | 12       |          |          |
| 2005/2006    | Jokerit                    | SM-l         | 56  | 8             | 21            | 27            | 68            | —             | — | —        | —        | —        |          |          |
| 2006/2007    | Jokerit                    | SM-l         | 26  | 1             | 9             | 10            | 32            | 10            | 2 | 2        | 4        | 4        |          |          |
| 2007/2008    | Hershey Bears              | AHL          | 55  | 4             | 41            | 45            | 51            | 5             | 0 | 1        | 1        | 4        |          |          |
| 2007/2008    | Washington Capitals        | NHL          | 7   | 0             | 1             | 1             | 12            | —             | — | —        | —        | —        |          |          |
| 2008/2009    | Hershey Bears              | AHL          | 70  | 4             | 38            | 42            | 80            | —             | — | —        | —        | —        |          |          |
| 2008/2009    | Washington Capitals        | NHL          | 7   | 0             | 4             | 4             | 6             | —             | — | —        | —        | —        |          |          |
| 2009/2010    | Phoenix Coyotes            | NHL          | 66  | 1             | 10            | 11            | 60            | 7             | 1 | 0        | 1        | 6        |          |          |
| 2010/2011    | Phoenix Coyotes            | NHL          | 51  | 4             | 7             | 11            | 37            | —             | — | —        | —        | —        |          |          |
| 2010/2011    | Columbus Blue Jackets      | NHL          | 19  | 0             | 5             | 5             | 18            | —             | — | —        | —        | —        |          |          |
| 2011/2012    | Chicago Blackhawks         | NHL          | 26  | 1             | 2             | 3             | 4             | 3             | 0 | 0        | 0        | 0        |          |          |
| 2012/2013    | Lokomotiv Jaroslavl        | KHL          | 26  | 0             | 3             | 3             | 30            | —             | — | —        | —        | —        |          |          |
| 2012/2013    | HC Lev Praha               | KHL          | 11  | 0             | 5             | 5             | 20            | 3             | 0 | 0        | 0        | 2        |          |          |
| 2013/2014    | Avtomobilist Jekatěrinburg | KHL          | 53  | 6             | 19            | 25            | 67            | 4             | 1 | 1        | 2        | 6        |          |          |
| 2014/2015    | Avtomobilist Jekatěrinburg | KHL          | 60  | 7             | 16            | 23            | 44            | 5             | 0 | 1        | 1        | 4        |          |          |
| 2015/2016    | Salavat Julajev Ufa        | KHL          | 60  | 11            | 19            | 30            | 33            | 19            | 6 | 7        | 13       | 16       |          |          |
| 2016/2017    | Salavat Julajev Ufa        | KHL          | 53  | 6             | 25            | 31            | 22            | 5             | 0 | 3        | 3        | 4        |          |          |
| 2017/2018    | Jokerit                    | KHL          | 56  | 7             | 22            | 29            | 34            | 11            | 0 | 7        | 7        | 8        |          |          |
| 2018/2019    | Jokerit                    | KHL          | 59  | 8             | 28            | 36            | 65            | 6             | 0 | 3        | 3        | 0        |          |          |
| 2019/2020    | Jokerit                    | KHL          | 61  | 8             | 17            | 25            | 58            | 6             | 1 | 2        | 3        | 2        |          |          |
| 2020/2021    | Jokerit                    | KHL          | 27  | 1             | 7             | 8             | 18            | 4             | 1 | 0        | 1        | 6        |          |          |
| 2021/2022    | Luleå HF                   | SHL          | 39  | 4             | 25            | 29            | 24            | 17            | 2 | 13       | 15       | 20       |          |          |
| 2022/2023    | SCL Tigers                 | NL           | 52  | 5             | 15            | 20            | 34            | —             | — | —        | —        | —        |          |          |
| Celkem v NHL | Celkem v NHL               | Celkem v NHL | 176 | 6             | 29            | 35            | 137           | 10            | 1 | 0        | 1        | 6        |          |          |
| Celkem v KHL | Celkem v KHL               | Celkem v KHL | 466 | 54            | 161           | 215           | 391           | 63            | 9 | 24       | 33       | 48       |          |          |

## Reprezentace
| Rok           | Tým           | Soutěž        | Z  | G | A  | B  | TM |
| ------------- | ------------- | ------------- | -- | - | -- | -- | -- |
| 2004          | Finsko        | MSJ           | 7  | 4 | 4  | 8  | 10 |
| 2006          | Finsko        | EHT           | 3  | 0 | 1  | 1  | 4  |
| 2007          | Finsko        | EHT           | 5  | 0 | 1  | 1  | 6  |
| 2008          | Finsko        | MS            | 7  | 1 | 1  | 2  | 10 |
| 2010          | Finsko        | OH            | 6  | 0 | 1  | 1  | 6  |
| 2011          | Finsko        | MS            | 9  | 0 | 3  | 3  | 6  |
| 2013          | Finsko        | MS            | 10 | 0 | 4  | 4  | 2  |
| 2015          | Finsko        | MS            | 8  | 0 | 2  | 2  | 4  |
| 2016          | Finsko        | SP            | 3  | 0 | 0  | 0  | 2  |
| 2018          | Finsko        | OH            | 5  | 2 | 3  | 5  | 4  |
| Celkem na MS  | Celkem na MS  | Celkem na MS  | 34 | 1 | 10 | 11 | 22 |
| Celkem na EHT | Celkem na EHT | Celkem na EHT | 8  | 0 | 2  | 2  | 10 |